# Erfgoedcentrum Rozet

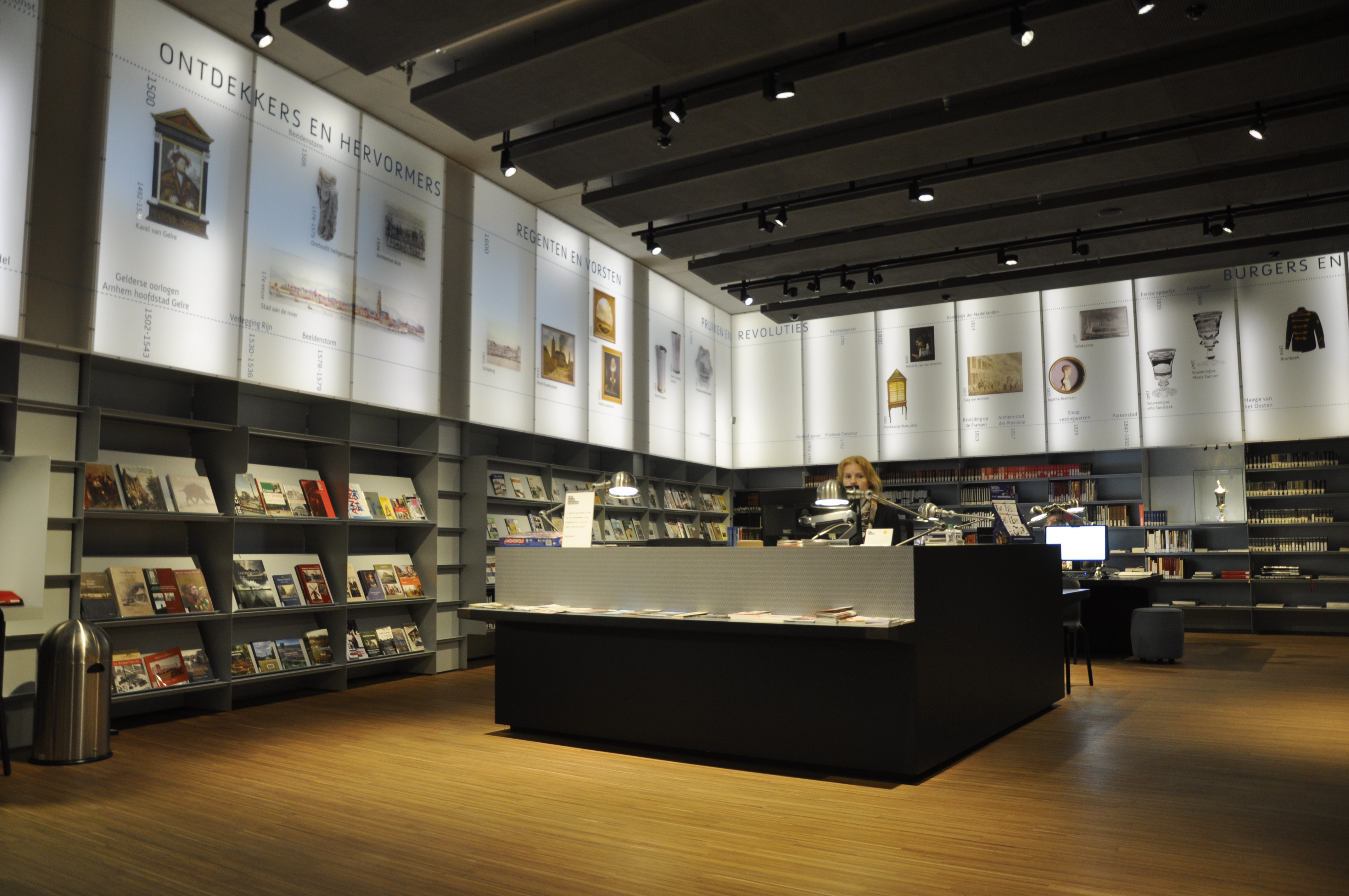
Bibliotheek van het Erfgoedcentrum.

Het Erfgoedcentrum Rozet is een samenwerkingsverband tussen het voormalig Historisch Museum Arnhem en de Gelderland Bibliotheek. Het centrum is sinds 10 december 2013 gevestigd in het souterrain van Rozet in Arnhem en toont de geschiedenis van de stad Arnhem en omgeving.

## Geschiedenis
In juni 1996 werd het Historisch Museum Arnhem geopend. Dit museum omvatte de historische collecties van de gemeente Arnhem. Het Historisch Museum werd in 2012 gesloten, om deel te gaan uitmaken van het Erfgoedcentrum, samen met de Gelderland Bibliotheek, de erfgoedafdeling van de Bibliotheek in Arnhem.
Op 10 december 2013 opende Prinses Beatrix het nieuwe kennis- en cultuurcentrum Rozet, dat naast het Erfgoedcentrum ook onder meer de Openbare Bibliotheek Arnhem, de Volksuniversiteit en het Kunstbedrijf Arnhem huisvest.

## Thema's en collecties
Het Erfgoedcentrum belicht twaalf thema's uit de geschiedenis van Arnhem en Gelderland, zoals “Groen”, “Vrije tijd” en “Genealogie” met audio- en visuele presentaties en huisvest het uitleenbare deel van de boekencollectie van de Gelderland Bibliotheek. De depot-collecties kunnen geraadpleegd worden voor onderzoek. De collectie bevat circa 30.000 oude handschriften en drukwerken uit voormalige kloosters, het Hof en het Gouvernement van Gelderland, de stadsboekerij van Arnhem, de vroegere Gelderse Academie in Harderwijk, het Arnhems Historisch Genootschap 'Prodesse Conamur' en nalatenschappen van Alexander Ver Huell, Willem Hendrik Dullert en andere prominente Arnhemmers.

## De schatkamer
De “schatkamer” is een voor het publiek gesloten ruimte, die wel vanuit het Erfgoedcentrum of tijdens speciale activiteiten te bezichtigen is. Hier bevindt zich een klein deel van de collectie van de oude handschriften en drukken van de Bibliotheek Arnhem. De oudste stukken stammen uit de 15e eeuw, zoals handschriften uit 1433, 1469 en 1473 en een wiegendruk uit 1498, de Biblia cum glossa ordinaria (uit Basel, Latijnse bijbel met standaard glossen). Verder zijn er vele Gelderse en Arnhemse drukwerken uit de 16e en de 17e eeuw, een Atlas van Blaeu en een Encyclopédie (1751-1772) van Diderot en d'Alembert.